# Diane Franklin

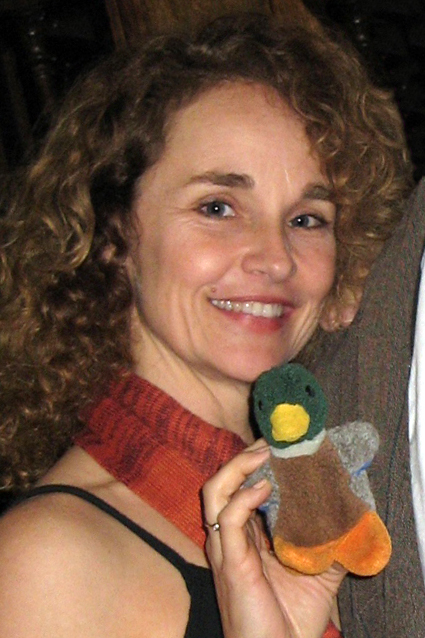
Diane Franklin (2009)

Diane Franklin (* 11. Februar 1962 in Plainview, New York) ist ein US-amerikanisches Fotomodell und Schauspielerin.

## Leben
Diane Franklin wurde 1962 in Plainview geboren. Ihre erste große Schauspielrolle hatte sie 1982 im Film Amityville II – Der Besessene.
Zuvor hatte sie bereits mehrere Rollen in Werbespots. Seitdem folgten unzählige Rollen in eher unbekannteren Filmen, Kurzauftritte in Serien, Rollen in Kurzfilmen und Theaterrollen.
Diane Franklin ist verheiratet mit dem Produzenten Ray De Laurentis und hat mit ihm zwei Kinder, die Schauspielerin Olivia De Laurentis und den Schauspieler Nicholas De Laurentis.

## Filmografie
- 1979: Jung und Leidenschaftlich – Wie das Leben so spielt (TV-Serie; eine Folge)
- 1982: Die letzte amerikanische Jungfrau
- 1982: Amityville II – Der Besessene
- 1983: Highschool Killer
- 1983: Summer Girl
- 1983: Bay City Blues (TV-Serie; zwei Folgen)
- 1984: Second Time Lucky
- 1985: Finder of Lost Loves (TV-Serie; eine Folge)
- 1985: Lanny dreht auf
- 1985: The Insiders (TV-Serie; eine Folge)
- 1986: TerrorVision
- 1986: Dallas – Wie alles begann
- 1987: Matlock (TV-Serie; zwei Folgen)
- 1987: Charles in Charge (TV-Serie; eine Folge)
- 1988: Freddy’s Nightmares: A Nightmare on Elm Street – Die Serie (TV-Serie; eine Folge)
- 1989: Bill & Teds verrückte Reise durch die Zeit
- 1989: Alfred Hitchcock zeigt (TV-Serie; eine Folge)
- 1989: Die Uni meiner Träume
- 1990: Encyclopedia Brown (TV-Serie; eine Folge)
- 1991: Mord ist ihr Hobby (TV-Serie; eine Folge)
- 1999: Providence (TV-Serie; eine Folge)
- 2000: Frauenpower (TV-Serie; eine Folge)
- 2006: Punchcard Player
- 2008: The Adventures of Lass
- 2009: The Adventures of Lass II: The Sweet Potato Rush
- 2010: Toon Wolf (TV-Serie; eine Folge)
- 2010: The Adventures of Lass III: Going to America
- 2011: Humanized
- 2012: My Better Half
- 2013: Parole Officers
- 2013: Lovechild
- 2013: Royal Effups
- 2014: Devon Bright & The Sensitive Boys
- 2015: If You Look Close